# Funktion (Mathematik)
In der Mathematik ist eine Funktion (lateinisch functio) oder Abbildung eine Beziehung (Relation) zwischen zwei Mengen, die jedem Element der einen Menge (Funktionsargument, unabhängige Variable, {\displaystyle x}-Wert) genau ein Element der anderen Menge (Funktionswert, abhängige Variable, {\displaystyle y}-Wert) zuordnet. Der Funktionsbegriff wird in der Literatur unterschiedlich definiert, jedoch geht man generell von der Vorstellung aus, dass Funktionen mathematischen Objekten mathematische Objekte zuordnen, zum Beispiel jeder reellen Zahl deren Quadrat. Das Konzept der Funktion oder Abbildung nimmt in der modernen Mathematik eine zentrale Stellung ein; es enthält als Spezialfälle unter anderem parametrische Kurven, Skalar- und Vektorfelder, Transformationen, Operationen, Operatoren und vieles mehr.

## Definition

### Grundidee
Eine Funktion {\displaystyle f} ordnet jedem Element {\displaystyle x} einer Definitionsmenge {\displaystyle D} genau ein Element {\displaystyle y} einer Zielmenge {\displaystyle Z} zu.
Schreibweise:
{\displaystyle f\colon D\to Z,\;x\mapsto y} oder auch {\displaystyle f\colon {\begin{cases}D\to Z\\x\mapsto y\end{cases}}}
Für das dem Element {\displaystyle x\in D} zugeordnete Element der Zielmenge schreibt man im Allgemeinen {\displaystyle f(x)}. Man bezeichnet {\displaystyle f(x)} als den „Funktionswert der Funktion {\displaystyle f} an der Stelle {\displaystyle x}“, häufig sprachlich stark verkürzt zu „{\displaystyle f} von {\displaystyle x}“.
Anmerkungen:
- Die Umkehrung gilt nicht: Ein Element der Zielmenge kann genau einem, mehreren, aber auch keinem Element der Definitionsmenge zugeordnet sein, in letzterem Fall gehört es nicht zur Bildmenge.[1]
Beispiel: Die Betragsfunktion {\displaystyle f(x)=|x|} ordnet den Zahlen +1 und −1 der Definitionsmenge die Zahl +1 der Zielmenge zu. Der Zahl +1 der Zielmenge sind also zwei Zahlen der Definitionsmenge zugeordnet. Andererseits ist der Zahl −2 keine Zahl der Definitionsmenge zugeordnet.
- Oft ist an Stelle der Definitionsmenge zunächst eine Quellmenge {\displaystyle Q} gegeben. Wenn {\displaystyle f} als Rechenvorschrift gegeben ist, erhält man die Definitionsmenge {\displaystyle D_{f}}, indem man von {\displaystyle Q} diejenigen Elemente ausschließt, für die {\displaystyle f} nicht definiert ist. Siehe auch Abschnitt „Partielle Funktionen“.

### Mengentheoretische Definition
Mengentheoretisch ist eine Funktion eine spezielle Relation:
Eine Funktion von der Menge {\displaystyle D} in die Menge {\displaystyle Z} ist eine Menge {\displaystyle f}, die die folgenden Eigenschaften hat:
- {\displaystyle f} ist eine Teilmenge des kartesischen Produkts {\displaystyle D\times Z} von {\displaystyle D} und {\displaystyle Z}, d. h., {\displaystyle f} ist eine Relation zwischen {\displaystyle D} und {\displaystyle Z}.
- Für jedes Element {\displaystyle x} aus {\displaystyle D} existiert mindestens ein Element {\displaystyle y} in {\displaystyle Z}, sodass das geordnete Paar {\displaystyle (x,y)} Element der Relation {\displaystyle f} ist. {\displaystyle f} ist also linkstotal.
- Zu jedem Element {\displaystyle x} von {\displaystyle D} gibt es höchstens ein Element {\displaystyle y} von {\displaystyle Z}, sodass das Paar {\displaystyle (x,y)} in {\displaystyle f} liegt. {\displaystyle f} ist damit rechtseindeutig oder funktional.

Die letzten beiden Eigenschaften lassen sich auch wie folgt zusammenfassen:
- Zu jedem Element {\displaystyle x} von {\displaystyle D} gibt es genau ein Element {\displaystyle y} von {\displaystyle Z}, sodass das Paar {\displaystyle (x,y)} Element der Relation {\displaystyle f} ist.

Manchmal möchte man alle möglichen Funktionen von beliebigen Mengen {\displaystyle D} zu beliebigen Mengen {\displaystyle Z} in einer Klasse zusammenfassen. Um dann Aussagen über etwa Surjektivität zu treffen, muss der Kontext, also die Information, um welche {\displaystyle D} und {\displaystyle Z} es sich handelt, von den Objekten selbst mitgebracht werden. Der jeweilige Definitionsbereich lässt sich aus den Graphen rekonstruieren, der Zielbereich nicht. Eine minimale Kodierung wäre dann:
Ein Paar {\displaystyle f=(G,Z)}, bestehend aus einer Menge {\displaystyle Z} und einer Menge von Paaren {\displaystyle G\subseteq D\times Z} mit einer weiteren Menge {\displaystyle D}, heißt Funktion von der Menge {\displaystyle D} nach {\displaystyle Z}, wenn gilt: Zu jedem Element {\displaystyle x} von {\displaystyle D} gibt es genau ein Element {\displaystyle y} von {\displaystyle Z} (geschrieben {\displaystyle f(x)=y}), sodass das Paar {\displaystyle (x,y)} Element von {\displaystyle G} ist.
{\displaystyle G} wird dann auch der Graph der Funktion {\displaystyle f} genannt. Die Definitionsmenge {\displaystyle D} der Funktion ist dabei durch ihren Graphen eindeutig bestimmt und besteht aus den ersten Komponenten aller Elemente des Graphen. Stimmen zwei Funktionen in ihren Graphen überein, so sagt man auch, sie seien im Wesentlichen gleich. Insbesondere ist jede Funktion {\displaystyle f=(G,Z)} im Wesentlichen gleich mit der surjektiven Funktion {\displaystyle (G,W(f))} mit der Bildmenge {\displaystyle W(f):=\{y\in {Z}|\exists x\in {D}\mid (x,y)\in G\}}.
Findet man die Asymmetrie unschön, dass der Zielbereich angegeben wird, der Quellbereich aber nicht, definiert man die Objekte der Klasse als Tripel {\displaystyle f=(G,D,Z)}.

## Notation

### Schreibweisen
Eine Zuordnung kann unter anderem in einer der folgenden Formen beschrieben werden:
- Funktionsgleichung mit Definitionsmenge

{\displaystyle f(x)=x^{2},\qquad x\in \mathbb {N} }
- Eindeutige Zuordnungsvorschrift (englisch: maplet) mit Definitionsmenge

{\displaystyle x\mapsto x^{2},\qquad x\in \mathbb {N} }
- Eindeutige Zuordnungsvorschrift mit Definitions- und Zielmenge

{\displaystyle f\colon \mathbb {N} \rightarrow \mathbb {N} ,\;x\mapsto x^{2}} oder äquivalent {\displaystyle f\colon {\begin{cases}\mathbb {N} \to \mathbb {N} \\x\mapsto x^{2}\end{cases}}}
- Familienschreibweise (mit der Bezeichnung Indexmenge für die Definitionsmenge)

{\displaystyle (f_{x})_{x\in {\mathbb {N} }}}
- Wertetabelle (für endliche, aber auch abzählbar unendliche Definitionsmengen)

| {\displaystyle x} | 1 | 2 | 3 | 4  | 5  | 6  | 7  | … |
| {\displaystyle y} | 1 | 4 | 9 | 16 | 25 | 36 | 49 | … |
- Relation, insbesondere auch als beschrieben oder aufgezählt dargestellte Menge

{\displaystyle f=\{(x,x^{2})\mid x\in \mathbb {N} \}=\{(1,1),(2,4),(3,9),(4,16),\ldots \}}
- Zuordnungsvorschrift mit Fallunterscheidung, z. B.

{\displaystyle f(x)={\begin{cases}x,{\text{ falls }}x\geq 0,\\-x,{\text{ sonst}}\end{cases}}}
für {\displaystyle x\in \mathbb {R} }.
- Ergebnis von Verknüpfungen und Operationen (zum Beispiel Komposition, Bildung der Umkehrfunktion, Ableitung u. Ä.), die auf andere Funktionen angewendet werden

{\displaystyle f=(g^{\prime }\circ h)^{-1}}

### Sprechweisen
Für die Zuordnung eines Funktionswertes {\displaystyle y} zu einem Argument {\displaystyle x} gibt es eine Reihe verschiedener Sprech- oder ausführlicher Schreibweisen, die alle mehr oder weniger gleichwertig sind und vor allem in Abhängigkeit von dem, was vordergründig ausgedrückt werden soll, vom jeweiligen Kontext, der benutzten Symbolik und auch vom Geschmack des Sprechers (Schreibers) gewählt werden. Hier einige Beispiele:
{\displaystyle x} wird abgebildet auf {\displaystyle f} von {\displaystyle x}.
{\displaystyle f} von {\displaystyle x} wird {\displaystyle x} eindeutig zugeordnet (vornehmlich, wenn das {\displaystyle \mapsto }-Symbol in der Symbolik steht).
{\displaystyle y} gleich {\displaystyle f} von {\displaystyle x} (vornehmlich, wenn ein Gleichheitszeichen in der Symbolik steht).
{\displaystyle y} ist das Bild von {\displaystyle x} unter der Abbildung {\displaystyle f}.
Davon zu unterscheiden ist die Sprech- und Schreibweise „{\displaystyle y} ist eine Funktion von {\displaystyle x}“, die vor allem in der Physik sehr nahestehenden Bereichen der Mathematik auftaucht. Sie ist die ältere und ursprüngliche Sprech- und Schreibweise und beschreibt die Abhängigkeit einer Variablen {\displaystyle y} von einer anderen Variablen {\displaystyle x}, im Gegensatz dazu, dass mit Hilfe der Variablen {\displaystyle x} und {\displaystyle y} (stellvertretend) die Zuordnung bestimmter Elemente von Mengen beschrieben wird. Die „physikalische“ Sprechweise stammt von dem Vorgehen, zunächst zwei veränderlichen Größen (der physikalischen Realität) Symbole, nämlich die Variablen {\displaystyle x} und {\displaystyle y}, zuzuordnen und danach deren Abhängigkeit festzustellen. Steht beispielsweise {\displaystyle y} für die Raumtemperatur und {\displaystyle x} für die Zeit, so wird man feststellen können, dass sich die Raumtemperatur in Abhängigkeit von der Zeit ändert und somit „die Raumtemperatur eine Funktion der Zeit ist“ oder stellvertretend „{\displaystyle y} eine Funktion von {\displaystyle x} ist“.
Statt Definitionsmenge {\displaystyle D} wird auch Definitionsbereich, Urbildmenge oder schlicht Urbild gesagt. Die Elemente von {\displaystyle D} heißen Funktionsargumente, Funktionsstellen oder Urbilder, salopp auch {\displaystyle x}-Werte. Die Elemente der Zielmenge {\displaystyle Z} heißen Zielwerte oder Zielelemente, salopp auch {\displaystyle y}-Werte. Diejenigen Elemente von {\displaystyle Z}, die tatsächlich auch als Bild eines Arguments auftreten, heißen Funktionswerte, Bildelemente oder schlicht Bilder. Sie bilden die Wertemenge oder den Wertebereich, der oft nur eine echte Teilmenge von {\displaystyle Z} ist.

## Darstellung
Eine Funktion {\displaystyle f\colon U\to \mathbb {R} }, {\displaystyle U\subseteq \mathbb {R} }, kann man visualisieren, indem man ihren Graphen in ein (zweidimensionales) Koordinatensystem zeichnet. Der Funktionsgraph einer Funktion {\displaystyle f} kann mathematisch definiert werden als die Menge aller Elementepaare {\displaystyle (x,y)}, für die {\displaystyle y=f(x)} ist. Der Graph einer stetigen Funktion auf einem zusammenhängenden Intervall bildet eine zusammenhängende Kurve (genauer: Die Menge der Punkte der Kurve, aufgefasst als Unterraum des topologischen Raumes {\displaystyle \mathbb {R} ^{2}}, ist zusammenhängend).
Analog kann man Funktionen {\displaystyle f\colon U\to \mathbb {R} ^{2}}, {\displaystyle U\subseteq \mathbb {R} }, und {\displaystyle g\colon U\to \mathbb {R} }, {\displaystyle U\subseteq \mathbb {R} ^{2}}, visualisieren, indem man sie in ein dreidimensionales Koordinatensystem zeichnet. Ist {\displaystyle f} stetig, so ergibt sich eine Kurve (die auch Ecken haben kann), die sich durch das Koordinatensystem „schlängelt“. Ist {\displaystyle g} stetig, so ergibt sich eine Fläche als Bild, typischerweise in Form einer „Gebirgslandschaft“.
Computerprogramme zur Darstellung von Funktionen heißen Funktionenplotter. Funktionsprogramme gehören auch zum Funktionsumfang von Computeralgebrasystemen (CAS), matrizenfähigen Programmierumgebungen wie MATLAB, Scilab, GNU Octave und anderen Systemen. Die wesentlichen Fähigkeiten eines Funktionenplotters sind auch auf einem graphikfähigen Taschenrechner verfügbar. Es gibt auch Web-gestützte Angebote, die nur einen aktuellen Browser benötigen.

Beispiele einiger Funktionsgraphen
Lineare Funktion (genauer: affine Abbildung)
Polynomfunktion 5. Grades
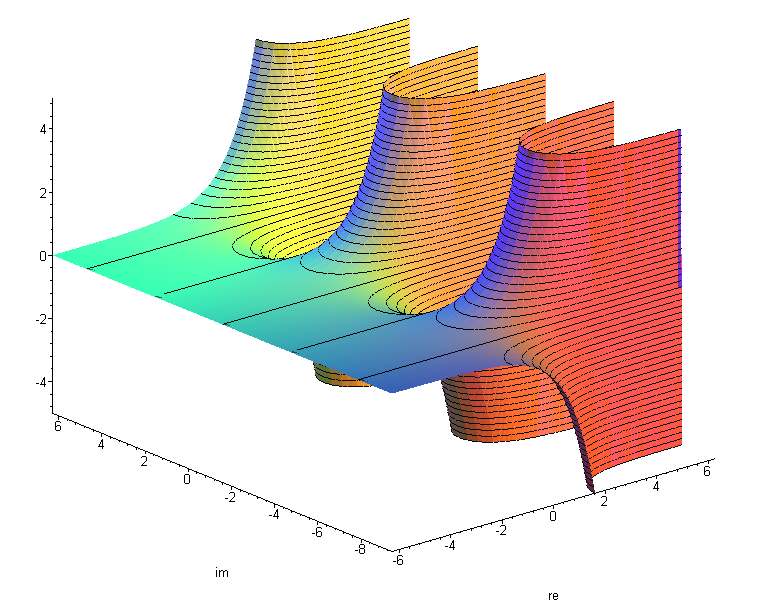
Realteil der komplexen Exponentialfunktion
Sinusfunktion
Gaußsche Glockenkurven

## Grundeigenschaften

### Bild und Urbild
Das Bild eines Elements {\displaystyle x} der Definitionsmenge ist einfach der Funktionswert {\displaystyle f(x)}. Das Bild einer Funktion ist die Menge der Bilder aller Elemente der Definitionsmenge {\displaystyle D}, also
{\displaystyle f(D):=\{f(x)\mid x\in D\}}.
Das Bild einer Funktion ist folglich eine Teilmenge der Zielmenge und wird Bild- oder Wertemenge genannt. Ist allgemeiner {\displaystyle S} eine Teilmenge von {\displaystyle D}, dann ist
{\displaystyle f(S)=\{f(x)\mid x\in S\}}
das Bild von {\displaystyle S} unter der Funktion {\displaystyle f}.
Das Urbild eines Elements {\displaystyle y} der Zielmenge {\displaystyle Z} ist die Menge aller Elemente der Definitionsmenge, deren Bild {\displaystyle y} ist. Es ist
{\displaystyle \kappa _{f^{-1}}(y)=f^{-1}(\{y\})=\{x\in D\mid f(x)=y\}},
({\displaystyle f^{-1}} ist im Allgemeinen keine eindeutige Funktion, sondern eine Multifunktion, zur Schreibweise {\displaystyle \kappa _{f^{-1}}} siehe dort sowie bei Relation (Mathematik)#Relationen und Funktionen und Korrespondenz (Mathematik)).
Oft werden diese Fasern einfach mit {\displaystyle f^{-1}(y)} bezeichnet, was aber im Fall (eindeutig) umkehrbarer Funktionen einerseits x, andererseits {x} bezeichnet.
Das Urbild einer Teilmenge {\displaystyle T} der Zielmenge ist die Menge aller Elemente der Definitionsmenge, deren Bild Element dieser Teilmenge ist:
{\displaystyle f^{-1}(T)=\{x\in D\mid f(x)\in T\}}

### Injektivität, Surjektivität, Bijektivität
- Eine Funktion ist injektiv, wenn jedes Element der Zielmenge höchstens ein Urbild hat – d. h., wenn gilt: Aus {\displaystyle f(x_{1})=f(x_{2})} folgt {\displaystyle x_{1}=x_{2}.}
- Sie ist surjektiv, wenn jedes Element der Zielmenge mindestens ein Urbild hat – d. h., wenn gilt: Zu jedem {\displaystyle y} gibt es ein {\displaystyle x}, sodass {\displaystyle f(x)=y.}
- Sie ist bijektiv, wenn sie injektiv und surjektiv ist, wenn also jedes Element der Zielmenge genau ein Urbild hat.

### Stelligkeit
Eine Funktion {\displaystyle f\colon D\to Z}, deren Definitionsmenge {\displaystyle D} eine Produktmenge {\displaystyle D=A\times B} ist, heißt oft zweistellig. Den Wert von {\displaystyle f}, der bei Anwendung von {\displaystyle f} auf das Paar {\displaystyle (a,b)\in D} erhalten wird, schreibt man (unter Weglassung eines Klammernpaares) als {\displaystyle f(a,b)}.
Analoges gilt für höhere Stelligkeiten. Eine Funktion {\displaystyle f\colon A\times B\times C\to Z} bezeichnet man üblicherweise als dreistellig. Eine Funktion, deren Definitionsmenge keine Produktmenge ist (oder bei der die innere Struktur der Definitionsmenge keine Rolle spielt), bezeichnet man als einstellig. Unter einer nullstelligen Funktion versteht man eine Funktion, deren Definitionsmenge das leere Produkt {\displaystyle \{()\}=\{\emptyset \}} ist, bei einem beliebigen Funktionswert. Daher können nullstellige Funktionen als Konstanten aufgefasst werden, was bei algebraischen Strukturen (wie auch bei heterogenen Algebren) Anwendung findet.
Statt nullstellig, einstellig, zweistellig, dreistellig sagt man auch oft unär, binär, ternär; Stelligkeit wird daher auch als „Arität“ (englisch: arity) bezeichnet.

### Menge der Funktionen
Mit {\displaystyle Z^{D},\ {}^{D}Z,\ [D\to Z]} oder {\displaystyle \operatorname {Abb} (D,Z)} wird die Menge aller Abbildungen von {\displaystyle D} nach {\displaystyle Z} bezeichnet:
{\displaystyle Z^{D}:=\{f\mid f\colon D\to Z\}}
Für die Mächtigkeit gilt:
{\displaystyle \left|Z^{D}\right|=|Z|^{|D|}}

## Operationen

### Einschränkung
Die Einschränkung einer Funktion {\displaystyle f\colon A\to B} auf eine Teilmenge {\displaystyle C} der Definitionsmenge {\displaystyle A} ist die Funktion {\displaystyle f|_{C}\colon C\to B}, deren Graph durch
{\displaystyle G_{f|_{C}}:=G_{f}\cap (C\times B)=\{(x,y)\in G_{f}\mid x\in C\}}
gegeben ist.

### Umkehrfunktion
Zu jeder bijektiven Funktion {\displaystyle f\colon A\to B} gibt es eine Umkehrfunktion
{\displaystyle f^{-1}\colon B\to A,\,y\mapsto f^{-1}(y)},
sodass {\displaystyle f^{-1}(y)} das eindeutig bestimmte Element {\displaystyle x\in A} ist, für das {\displaystyle f(x)=y} gilt. Die Umkehrfunktion erfüllt damit für alle {\displaystyle x\in A}
{\displaystyle f^{-1}(f(x))=x}.
Bijektive Funktionen werden daher auch als eindeutig umkehrbare Funktionen bezeichnet.

### Verkettung
Zwei Funktionen {\displaystyle f\colon A\to B} und {\displaystyle g\colon B\to C}, bei denen der Wertebereich der ersten Funktion mit dem Definitionsbereich der zweiten Funktion übereinstimmt (oder als Teilmenge enthalten ist), können verkettet werden. Die Verkettung oder Hintereinanderausführung dieser beiden Funktionen ist dann eine neue Funktion, die durch
{\displaystyle g\circ f\colon A\to C,\,x\mapsto (g\circ f)(x):=g(f(x))}
gegeben ist. In dieser Notation steht meist die zuerst angewandte Abbildung rechts, das heißt, bei {\displaystyle g\circ f} wird zuerst die Funktion {\displaystyle f} angewandt und dann die Funktion {\displaystyle g} („g nach f“). Gelegentlich wird in der Literatur allerdings auch die umgekehrte Reihung verwendet und {\displaystyle (g\circ f)(x):=f(g(x))} geschrieben („g vor f“).

### Verknüpfung

Eine zweistellige Verknüpfung ist eine Abbildung, die jedem Paar von Argumenten und das mit bezeichnete „Rechen“-Ergebnis zuordnet

Ist auf der Zielmenge {\displaystyle B} eine innere zweistellige Verknüpfung {\displaystyle *\colon B\times B\to B} gegeben, so lässt sich auch für Funktionen {\displaystyle f,g\in B^{A}} eine innere zweistellige Verknüpfung definieren:
{\displaystyle f*g\colon A\to B,\,x\mapsto (f*g)(x):=f(x)*g(x)}.
Beispiele hierfür sind die punktweise Addition und Multiplikation von Funktionen. Weiter lässt sich mit Hilfe einer äußeren zweistelligen Verknüpfung der Form {\displaystyle *\colon C\times B\to B} auch die Verknüpfung einer Funktion mit einem Element aus {\displaystyle C} definieren:
{\displaystyle c*f\colon A\to B,\,x\mapsto (c*f)(x):=c*f(x)}
Beispiel hierfür ist die punktweise Multiplikation einer Funktion mit einem Skalar. Analog lässt sich so auch eine äußere Verknüpfung der Form {\displaystyle f*c} definieren. Sind Verknüpfungen der gleichen Art sowohl auf der Definitionsmenge als auch auf der Zielmenge gegeben, dann heißt eine Funktion verträglich mit diesen Verknüpfungen, wenn sich die Bilder bezüglich der einen Verknüpfung genauso verhalten wie die Urbilder bezüglich der anderen Verknüpfung.

## Weitere Eigenschaften

### Algebraische Eigenschaften
- Eine Funktion ist idempotent, wenn {\displaystyle f\circ f=f} – d. h., wenn {\displaystyle f(f(x))=f(x)} für alle Elemente {\displaystyle x} der Definitionsmenge gilt.
- Sie ist eine Involution, wenn {\displaystyle f\circ f=\operatorname {id} } – d. h., wenn {\displaystyle f(f(x))=x} für alle Elemente {\displaystyle x} der Definitionsmenge gilt.
  - Die Identität {\displaystyle x\mapsto x} erfüllt natürlich diese Bedingung, wird aber in seltenen Fällen dennoch nicht als Involution angesehen.
- Ein Fixpunkt ist ein Element {\displaystyle a} der Definitionsmenge von {\displaystyle f}, für das {\displaystyle f(a)=a} gilt.

### Analytische Eigenschaften
- Beschränktheit
- Periodizität
- Monotonie
- Symmetrie
- Stetigkeit
- Differenzierbarkeit
- Glattheit
- Holomorphie
- Homogenität
- Messbarkeit
- Integrierbarkeit
- Konvexität

## Spezielle Funktionen
- Reellwertige Funktion, die sich dadurch auszeichnet, dass ihre Zielmenge innerhalb der reellen Zahlen liegt
- Komplexwertige Funktion, die sich dadurch auszeichnet, dass ihre Zielmenge innerhalb der komplexen Zahlen liegt
- Homogene lineare Funktion (auch: Proportionalität): allgemein beschrieben durch {\displaystyle f(x)=mx}; ist ein Homomorphismus bezüglich der Addition
- Allgemeine lineare Funktion (oder affine Funktion): allgemein beschrieben durch {\displaystyle f(x)=ax+b}; siehe auch affine Abbildung
- Quadratische Funktion: allgemein beschrieben durch {\displaystyle f(x)=ax^{2}+bx+c} (s. Quadratische Gleichung)
- Potenzfunktion
- Polynomfunktion, auch ganzrationale Funktion: allg. beschrieben durch {\displaystyle f(x)=a_{n}x^{n}+a_{n-1}x^{n-1}+\dotsb +a_{1}x+a_{0}} oder {\displaystyle f(x)=\textstyle \sum _{i=0}^{n}a_{i}x^{i}}
- Rationale Funktion, insbesondere gebrochen-rationale Funktion: Quotient zweier Polynomfunktionen, {\displaystyle f(x)=g(x)/h(x)}
- Wurzelfunktion: Umkehrung der Potenzfunktionen und selbst Potenzfunktion
- Exponentialfunktion
- Logarithmus
- Trigonometrische Funktion: sin, cos, tan, cot, sec, csc
- Betragsfunktion
- Maximumsfunktion und Minimumsfunktion
- Gaußsche Ganzzahlfunktion

### Funktionale
Vor allem in der Funktionalanalysis finden Funktionale große Anwendung. Als Funktional bezeichnet man eine Funktion, deren Definitionsmenge als Teilmenge in einem Vektorraum {\displaystyle V} enthalten ist, während ihre Zielmenge in dem zugehörigen  Skalarkörper liegt.
Sei {\displaystyle V} ein {\displaystyle \mathbb {K} }-Vektorraum mit {\displaystyle \mathbb {K} \in \{\mathbb {R} ,\mathbb {C} \}}. Ein Funktional {\displaystyle T} ist eine Abbildung {\displaystyle T\colon V\to \mathbb {K} .} Funktionale können somit als Argumente selbst Funktionen haben.
Ein lineares Funktional auf dem Vektorraum {\displaystyle {\mathcal {F}}(\mathbb {R} ,\mathbb {K} )}, der Funktionen auf der reellen Achse, ist bspw. das Auswertungsfunktional an der Stelle Null
{\displaystyle \delta \colon {\mathcal {F}}(\mathbb {R} ,\mathbb {K} )\to \mathbb {K} ,\quad f\mapsto \delta [f]:=f(0).}
Dieses Funktional heißt Delta-Distribution oder Dirac-Delta.
Ein anderes Beispiel ist das Funktional
{\displaystyle f_{u}\colon L_{2}(-1,1)\to \mathbb {K} ,\quad f_{u}:=\langle u,\cdot \rangle _{L_{2}(-1,1)},\quad u\in L_{2}(-1,1)},
das jeder quadratintegrierbaren Funktion {\displaystyle w\in L_{2}(-1,1)} den Wert {\displaystyle f_{u}(w)=\langle u,w\rangle _{L_{2}(-1,1)}\in \mathbb {K} } zuordnet.

### Matrixfunktionen
Matrixfunktionen sind Funktionen, welche als Funktionsargument eine Matrix besitzen, das heißt, für eine Matrix {\displaystyle M} kann {\displaystyle f(M)} gebildet werden. In der Regel beschränkt man solche Funktionen auf quadratische Matrizen. Im einfachen Fall ist der Funktionswert ein Skalar, dieser Fall ist oft selbsterklärend. Häufig meint man aber mit Matrixfunktion explizit den Fall, wenn der Funktionswert wieder eine Matrix ist, das heißt
{\displaystyle f:\mathbb {C} ^{n\times n}\to \mathbb {C} ^{n\times n}.}
Klassische Funktionen können auf solche Matrixfunktionen verallgemeinert werden. Es gibt dafür unterschiedliche Ansätze, solche Funktionen zu definieren. In der Mathematik spielen aber nur die Ansätze eine wesentliche Rolle, bei denen die Regeln der Matrizen-Algebra weiterhin gelten. Dies schließt insbesondere den Fall aus, wo man die Funktion auf jedes Element der Matrix anwendet, da dies die Regeln der Matrix-Algebra bricht.

## Anwendungen
Ein fundamentales Konzept in der Mathematik stellen Strukturen dar, die dadurch entstehen, dass Mengen in Verbindung mit dazugehörigen Abbildungen gesehen werden. Derartige Strukturen bilden die Grundlage praktisch aller mathematischen Disziplinen, sobald sie über elementare Mengenlehre, kombinatorische Probleme oder grundlegende mathematisch-philosophische Fragestellungen hinausgehen.
Mengen können beispielsweise durch sogenannte Verknüpfungen strukturiert werden. Der wichtigste Spezialfall ist die innere zweistellige Verknüpfung, dabei handelt es sich um eine Abbildung der Form {\displaystyle f\colon A\times A\rightarrow A}. Beispiele für innere zweistellige Verknüpfungen sind Rechenoperationen wie die Addition oder Multiplikation auf Zahlenmengen. Dementsprechend wird das Bild {\displaystyle *(x,y)} eines Paares {\displaystyle (x,y)} unter einer Verknüpfung {\displaystyle *} üblicherweise in der Form {\displaystyle x*y} geschrieben.
Weitere wichtige Beispiele solcher Strukturen sind algebraische, geometrische und topologische Strukturen, wie beispielsweise Skalarprodukte, Normen und Metriken.

## Begriffsgeschichte
Erste Ansätze zu einer impliziten Verwendung des Funktionsbegriffs in Tabellenform (Schattenlänge abhängig von der Tageszeit, Sehnenlängen abhängig vom Zentriwinkel etc.) sind bereits in der Antike zu erkennen. Den ersten Beleg einer expliziten Definition des Funktionsbegriffs findet man bei Nikolaus von Oresme, der im 14. Jahrhundert Abhängigkeiten sich ändernder Größen (Wärme, Bewegung etc.) graphisch durch senkrecht aufeinander stehende Strecken (longitudo, latitudo) darstellte. Am Beginn des Prozesses zur Entwicklung des Funktionsbegriffs stehen Descartes und Fermat, die mit Hilfe der von Vieta eingeführten Variablen die analytische Methode der Einführung von Funktionen entwickelten. Funktionale Abhängigkeiten sollten durch Gleichungen wie zum Beispiel {\displaystyle y=x^{2}} dargestellt werden. In der Schulmathematik wurde dieser naive Funktionsbegriff bis weit in die zweite Hälfte des 20. Jahrhunderts beibehalten. Die erste Umschreibung des Funktionsbegriffs nach dieser Idee stammt von Gregory in seinem 1667 erschienenen Buch Vera circuli et hyperbolae quadratura. Der Begriff Funktion kommt wohl erstmals 1673 in einem Manuskript von Leibniz vor, der in seiner Abhandlung von 1692 De linea ex lineis numero infinitis ordinatim ductis auch die Begriffe „Konstante“, „Variable“, „Ordinate“ und „Abszisse“ benutzt. Im Schriftwechsel zwischen Leibniz und Johann I Bernoulli wird der Funktionsbegriff von der Geometrie losgelöst und in die Algebra übertragen. In Beiträgen von 1706, 1708 und 1718 stellt Bernoulli diese Entwicklung dar. 1748 präzisiert Leonhard Euler, ein Schüler Johann Bernoullis, in seinem Buch Introductio in analysin infinitorum den Funktionsbegriff weiter.
Bei Euler findet man zwei verschiedene Erklärungen des Funktionsbegriffs: Zum einen stellt jeder „analytische Ausdruck“ in {\displaystyle x} eine Funktion dar, zum anderen wird {\displaystyle y(x)} im Koordinatensystem durch eine freihändig gezeichnete Kurve definiert. 1755 formuliert er diese Vorstellungen ohne Verwendung des Terminus „analytischer Ausdruck“ um. Außerdem führte er bereits 1734 die Schreibweise {\displaystyle f(x)} ein. Er unterscheidet zwischen eindeutigen und mehrdeutigen Funktionen. Bei Euler ist damit auch die Umkehrung der Normalparabel, bei der jeder nichtnegativen reellen Zahl sowohl ihre positive als auch ihre negative Wurzel zugeordnet wird, als Funktion zugelassen. Für Lagrange sind nur Funktionen zulässig, die durch Potenzreihen definiert sind, wie er 1797 in seiner Théorie des fonctions analytiques festlegt. Eine fruchtbare Auseinandersetzung über das Bewegungsgesetz einer schwingenden Saite, zu dem d’Alembert 1747, Euler 1748 und Daniel Bernoulli 1753 unterschiedliche Lösungen vorstellten, führte zur Entdeckung der Definitionsmenge und einem weiter präzisierten Funktionsbegriff, in dem schon so etwas wie eindeutige Zuordnung umschrieben wird, durch Fourier in seinem 1822 erschienenen Buch Théorie analytique de la chaleur. Ähnliches formuliert Cauchy 1823 in Résumé des leçons … sur le calcul infinitésimal.
Als die Analysis im 19. Jahrhundert mit einem exakten Grenzwertbegriff auf eine neue Grundlage gestellt wurde, wurden Eigenschaften, die bisher als für Funktionen konstituierend aufgefasst wurden, in einem Exaktifizierungsprozess als selbständige Begriffe eingeführt und vom Funktionsbegriff losgelöst. Dirichlet, ein Schüler Fouriers, formulierte diese neue Sicht: „Ideen an die Stelle von Rechnungen“ und stellte 1837 seine Ideen dar. Stokes führte in Arbeiten 1848 und 1849 ähnliche Ansichten aus. So verfuhr Riemann, Schüler von Dirichlet, 1851 in Grundlagen für eine allgemeine Theorie der Functionen einer veränderlichen complexen Größe mit der Stetigkeit, später folgten Integrierbarkeit und Differenzierbarkeit. Eine Zusammenfassung dieser Entwicklung macht Hankel 1870 in Untersuchungen über die unendlich oft oscillierenden und unstetigen Functionen. Auch hier wird noch nicht zwischen der Funktion {\displaystyle f} und dem Funktionswert {\displaystyle f(x)} an der Stelle {\displaystyle x} unterschieden.
Weierstraß, Dedekind und andere entdeckten, dass Grenzwerte unendlicher Folgen „klassischer“ Funktionen sprunghaft sein können und sich nicht immer durch „geschlossene“ Formeln, d. h. mit endlich vielen Rechenoperationen, ausdrücken lassen. Das erzwang eine schrittweise Ausweitung des Funktionsbegriffs.
Davon unabhängig wurde im 19. Jahrhundert die Gruppentheorie begründet, mit der man systematisch untersuchen kann, wie sich algebraische Gleichungen unter der Wirkung aufeinanderfolgender Transformationen verändern. Bei der Anwendung dieser Theorie auf geometrische Probleme wurden gleichbedeutend mit Transformation auch die Begriffe Bewegung und Abbildung gebraucht.
Als Anfang des 20. Jahrhunderts die Grundlagen der Mathematik einheitlich in der Sprache der Mengenlehre formuliert wurden, stellten sich die mathematischen Begriffe Funktion und Abbildung als deckungsgleich heraus. Im Sprachgebrauch wirken die unterschiedlichen Traditionen jedoch fort. In der Analysis spricht man heute häufig noch von Funktionen, während man in der Algebra und in der Geometrie von Abbildungen spricht. Einige Mathematiker unterscheiden auch heute noch streng zwischen einer Abbildung und einer Funktion. Diese verstehen unter einer Funktion eine Abbildung in den reellen oder komplexen Zahlenkörper ({\displaystyle \mathbb {R} } bzw. {\displaystyle \mathbb {C} }) oder auch Potenzen davon ({\displaystyle \mathbb {R} ^{n}} bzw. {\displaystyle \mathbb {C} ^{n}}), andererseits ist es in der Booleschen Algebra gebräuchlich, von Booleschen Funktionen zu sprechen.
Weitere Synonyme für Funktion in spezielleren Zusammenhängen sind unter anderem Operator in der Analysis, Operation, Verknüpfung und (etwas verallgemeinert) Morphismus in der Algebra.
Heute sehen manche Autoren den Funktionsbegriff (genauso wie den Relationsbegriff) nicht unbedingt als auf Mengen beschränkt an, sondern lassen jede aus geordneten Paaren bestehende Klasse, die keine verschiedenen Elemente mit gleicher linker Komponente enthält, als Funktion gelten. Mengentheoretisch ausgedrückt werden Funktionen also als rechtseindeutige Relationen definiert.

## Verallgemeinerungen

### Multifunktionen
Eine Multifunktion (auch mehrwertige Funktion oder Korrespondenz genannt) ist eine linkstotale Relation. Das heißt, die Elemente der Definitionsmenge {\displaystyle X} können auf mehrere Elemente der Zielmenge {\displaystyle Y} abgebildet werden. Man schreibt auch {\displaystyle f\colon X\multimap Y}.
Wenn {\displaystyle Y} eine Menge ist, dann kann man jede Multifunktion {\displaystyle f\colon X\multimap Y} auch als eine Funktion {\displaystyle \kappa _{f}} darstellen, die in die Potenzmenge von {\displaystyle Y} geht:
{\displaystyle \kappa _{f}\colon X\rightarrow {\mathcal {P}}(Y),\ x\mapsto \{y\in {Y}\mid (x,y)\in G_{f}\}}
Im Fall {\displaystyle Y=X} stellt eine mehrwertige Funktion {\displaystyle f} eine Transitionsrelation dar, und {\displaystyle \kappa _{f}} ist die zugehörige Transitionsfunktion.
Die Verkettung von Multifunktionen lässt sich genauso definieren wie für (eindeutige) Funktionen, mengentheoretisch ist dies äquivalent einer Verkettung zweier zweistelliger Relationen.

### Umkehrungen von Funktionen als Multifunktionen
Ein Beispiel für Multifunktionen sind die Umkehrfunktionen (Umkehrungen) von nicht injektiven Funktionen. Wenn {\displaystyle f\colon X\rightarrow Y} surjektiv ist, gilt automatisch: {\displaystyle f^{-1}\colon Y\multimap X} ist eine Multifunktion. Die Darstellung der Umkehrfunktion in die Potenzmenge von {\displaystyle X} liefert mit {\displaystyle \kappa _{f^{-1}}(y)} die Fasern von {\displaystyle f} (siehe oben).
Die Verkettung einer Funktion mit ihrer (im Allgemeinen nicht eindeutigen) Umkehrung in der Form {\displaystyle f^{-1}\circ f} ist eine Äquivalenzrelation, die durch {\displaystyle f} induzierte Äquivalenzrelation. Zwei Elemente aus dem Definitionsbereich sind genau dann äquivalent, wenn sie denselben Funktionswert haben.

### Partielle Funktionen

Die partielle Funktion und ihre Untermenge, die Funktion, als spezielle Relationen

Wohl zu unterscheiden vom Begriff der Funktion ist der Begriff der partiellen Funktion, man spricht auch von einer „nicht überall definierten Funktion“ oder „funktionalen Relation“. Hier darf es Elemente der Quellmenge ({\displaystyle x}-Werte) geben, denen kein Wert der Zielmenge (kein {\displaystyle y}-Wert) zugeordnet ist. Hier ist dann die Nennung der Quellmenge in der obigen Tripelschreibweise tatsächlich notwendig. Allerdings darf es auch dort für einen {\displaystyle x}-Wert nicht mehr als einen {\displaystyle y}-Wert geben. Um partielle Funktionen von Funktionen zu unterscheiden, bezeichnet man Letztere auch als totale oder überall definierte Funktionen.
Die Menge {\displaystyle [D\rightharpoonup Z]} der partiellen Abbildungen von {\displaystyle D} nach {\displaystyle Z} ist die Vereinigung der totalen Abbildungen von Teilmengen von {\displaystyle D} nach {\displaystyle Z}:
{\displaystyle [D\rightharpoonup Z]=\bigcup \limits _{X\subseteq {D}}[X\to Z]=\bigcup \limits _{X\subseteq {D}}Z^{X}}
Sind die Mengen endlich, so gilt für ihre Kardinalzahlen
{\displaystyle \left|[D\rightharpoonup Z]\right|=(|Z|+1)^{|D|}},
schließlich kann man jede partielle Abbildung auf D umkehrbar eindeutig zu einer totalen Abbildung fortsetzen, indem man einen beliebigen festen Funktionswert {\displaystyle c} festschreibt, der nicht in {\displaystyle Z} enthalten ist; und diese Operation stellt eine bijektive Abbildung auf {\displaystyle (Z\cup \{c\})^{D}} dar.
Jede partielle Funktion {\displaystyle f=(G_{f},X,Z)} ist im Wesentlichen gleich mit der (totalen) Funktion {\displaystyle (G_{f},Db(f),Z)} mit der Urbildmenge {\displaystyle Db(f):=\{x\in {X}\mid \exists y\in Z\colon (x,y)\in G_{f}\}}.

### Funktionen mit Werten in einer echten Klasse
Häufig liegen die Werte einer Funktion nicht in einer Zielmenge, sondern lediglich in einer echten Klasse, beispielsweise sind Mengenfolgen „Funktionen“ mit Definitionsmenge {\displaystyle \mathbb {N} } und Werten in der Allklasse. Um die mengentheoretischen Probleme, die sich daraus ergeben, zu vermeiden, betrachtet man nur noch den Graph der entsprechenden Funktion, genauer: Ein funktionsartiger Graph ist eine Menge {\displaystyle G} von Paaren {\displaystyle (x,y)}, sodass keine zwei Paare im ersten Eintrag übereinstimmen:
{\displaystyle \forall x,y_{1},y_{2}\colon (x,y_{1}),(x,y_{2})\in G\implies y_{1}=y_{2}}
Definitions- und Wertemenge sind tatsächlich Mengen, aber es ist nicht nötig, sich von vornherein auf eine Zielmenge festzulegen, solange die Funktionen im Wesentlichen gleich sind.
Bei partiellen Funktionen gilt Gleiches für den Ziel- und Quellbereich. Beide können einzeln oder zusammen echte Klassen sein; mengentheoretische Probleme entstehen nicht, solange der Graph eine Menge bleibt.

## Symbolik
Für Funktionen gibt es etliche symbolische Schreibweisen, die jeweils einige spezielle Eigenschaften der Funktion ausdrücken. Im Folgenden werden einige wichtige genannt.
| Symbol | Erklärung |
| --- | --- |
| {\displaystyle f\colon A\to B} | Funktion von {\displaystyle A} nach {\displaystyle B} |
| {\displaystyle f\colon a\mapsto b} {\displaystyle f(a)=b} | Funktion, die {\displaystyle a} auf {\displaystyle b} abbildet; statt {\displaystyle b} kann auch ein Term o. Ä. stehen |
| {\displaystyle (a,b)\in f} {\displaystyle (a,b)\in G_{f}} | Funktion, die {\displaystyle a} auf {\displaystyle b} abbildet; statt {\displaystyle b} kann auch eine Formel o. Ä. stehen (mengentheoretische Schreibweise) |
| {\displaystyle f\colon a\mapsto f(a):=b} | Funktion, die {\displaystyle a} auf {\displaystyle b} abbildet, die die elementweise Zuordnung mit Beschreibung der Funktionssymbolik (statt {\displaystyle f(a)} stehen oft Dinge wie {\displaystyle a^{{-}1},\;{\overline {a}},\;a\cdot c} u. Ä.) und der Formel o. Ä. (an der Stelle von {\displaystyle b}) zur Berechnung des Bildes angibt |
| {\displaystyle f\colon A\to B,\,a\mapsto f(a):=b} | Ausführlichste Notation, die alle beteiligten Mengen und die elementweise Zuordnung mit Beschreibung der Funktionssymbolik und der Formel o. Ä. zur Berechnung des Bildes angibt |
| {\displaystyle f\colon A\twoheadrightarrow B} | surjektive Funktion (Surjektion) von {\displaystyle A} nach {\displaystyle B} |
| {\displaystyle f\colon A\rightarrowtail B} | injektive Funktion (Injektion) von {\displaystyle A} nach {\displaystyle B} |
| {\displaystyle f\colon A\leftrightarrow B} {\displaystyle f\colon A\rightleftarrows B} {\displaystyle f\colon A\;{\!\;\twoheadrightarrow \;\!\!\!\!\!\!\!\!\!\!\;\rightarrowtail }\;B} | bijektive Funktion (Bijektion) von {\displaystyle A} nach {\displaystyle B} |
| {\displaystyle f\colon A\hookrightarrow B} | Inklusionsabbildung, natürliche Inklusion, natürliche Einbettung von {\displaystyle A} in {\displaystyle B} ({\displaystyle A} ist Untermenge von {\displaystyle B}, und die Funktion bildet jedes Element von {\displaystyle A} auf sich ab)                                                                                                   |
| {\displaystyle f=\operatorname {id} _{A}} {\displaystyle f\colon A\to A,\,a\mapsto a}                                                                                                  | Identität, identische Abbildung auf A oder von {\displaystyle A} nach {\displaystyle A} (die Funktion bildet jedes Element auf sich ab) |
| {\displaystyle f\colon A\;{\stackrel {\cong }{\to }}\;B} {\displaystyle f\colon A\cong B}                                                                                              | Isomorphismus von {\displaystyle A} nach {\displaystyle B} |
| {\displaystyle f\colon A\rightharpoonup B} {\displaystyle f\colon A\rightsquigarrow B}                                                                                                 | partielle Funktion (s. o.) von {\displaystyle A} nach {\displaystyle B} |
| {\displaystyle f\colon A\multimap B} | mehrwertige Funktion, Multifunktion, Korrespondenz (s. o.) von {\displaystyle A} nach {\displaystyle B} |
| {\displaystyle [A\to B]=B^{A}} (bzw. {\displaystyle [A\rightharpoonup B]} …) | Menge der Funktionen (bzw. partiellen Funktionen), … von {\displaystyle A} nach {\displaystyle B} |

Die Symbole können auch, wo sinnvoll, miteinander kombiniert werden.